# 横田俊吾
横田 俊吾（よこた しゅんご、2000年4月22日 - ）は、日本の陸上競技選手。専門は長距離走・マラソン。新潟県五泉市出身。青山学院大学教育人間科学部・教育学科卒。JR東日本ランニングチーム所属。

## 経歴

### 高校時代まで
2013年4月、五泉市立山王中学校へ入学。
中学卒業後の2016年4月、学校法人石川高等学校（福島県石川郡石川町）へ入学。

### 大学時代
青山学院大学陸上競技部・原晋長距離ブロック監督のスカウトを受け、学法石川高校卒業後の2019年4月に青山学院大学（神奈川県相模原市）へ進学・同陸上競技部（東京都町田市）に所属。
大学3年時、2021年10月10日の第33回出雲駅伝で最終6区に出走が決まり、三大駅伝デビューを果たす。4位で襷を受けると7km過ぎに3位の東洋大・柏優吾に追いつき、9km手前で引き離す。ゴール600m手前では國學院大・平林清澄もとらえ2位に浮上。横田はこのままフィニッシュし、準優勝に貢献した（1位・東京国際大との差は1分57秒）。
2022年2月、第71回別府大分毎日マラソンでマラソンデビューを果たす。15Km過ぎの給水所で転倒するアクシデントにもめげず先頭争いに加わったが、30Km手前で遅れて2時間12分台の総合16位（日本人16着）に留まった。
大学4年時、2022年10月10日の第34回出雲駅伝では2区に出走し、3位で襷を受ける。残り500mで順大・三浦龍司にかわされるも、区間4位で従来の区間記録を5秒更新する走りを見せた。青学大は3区の近藤幸太郎が1位・駒澤大と20秒差の2位に浮上させたものの、4区と5区で振るわず4位。
11月6日の第54回全日本大学駅伝では4区に出場し、3区・佐藤一世から11位で襷を受ける。わずか3秒差で区間賞は逃したが、区間2位の快走で6人をかわし一気に5位まで浮上させた。ただ青学大は総合3位に甘んじ、1位の駒澤大に3分58秒の大差をつけられた。
2023年1月の第99回箱根駅伝では3区へ出走し、最終学年にして箱根初出場を果たす。2区の近藤から3位で襷を受けた後、1位の中央大・中野翔太を追って駒澤大・篠原倖太朗と2位集団を形成し終盤まで並走状態に。しかし、18kmで篠原にスパートを仕掛けられるとついていけず後退。横田は区間8位に終わり、1位・中央大と36秒差の3位で4区・太田蒼生へ襷リレー。4区では太田が区間2位（歴代3位）の快走を見せ、トップと1秒差の2位まで追い上げたが5区で大きく引き離され、1位・駒澤大と2分03秒差の3位で往路を折り返す。しかし、翌日の復路では6区・西川魁星が区間20位と大ブレーキ。1位と7分04秒差の7位まで後退し、総合優勝及び復路優勝は絶望的に。最終的に9区・岸本大紀の快走（区間賞、5人抜き）もあり総合3位（復路9位）まで順位を戻したが連覇を逃し、2013年度以来9年ぶりの無冠に終わった。
2023年2月、2024年パリオリンピック男子マラソン・2023年MGC出場権選考会を兼ねた、第71回別府大分毎日マラソンでは、30Km地点まで先頭集団についていく。それ以降も日本人のトップ争いへ積極果敢に加わったが、市山翼（小森コーポレーション、総合3位・日本人1着）には惜しくも3秒の僅差で先を越される。それでも従来の藤原正和（中央大卒・現中大陸上部監督）が持っていた、男子マラソン日本学生記録を、20年振りに25秒更新する2時間07分台の好記録で総合4位（日本人2着）でゴール。更に、同年10月開催予定のMGC出場権も獲得した。同大会の実況解説を務めた原監督は、ゴール後「大あっぱれです。（2時間）10分前後で走れると思ったが、7分台は凄い。苦労人が4年間の努力の成果を見せてくれました」と教え子の快挙に手放しで喜んでいた。

### 社会人時代
大学卒業後も競技の方は継続し、東日本旅客鉄道に就職した。
2023年10月、MGC本番レースに出場。序盤から独走する川内優輝（プロランナー・あいおいニッセイ同和損害保険）にはついていかず、第2集団で待機。然し30Km手前で2位争いの集団から完全脱落、青山学院大OBとしてはトップに入るも、30位に終わった。
2024年3月、東京マラソン2024へ出走。30Km手前まで、日本人男子トップで総合9位だった西山雄介（トヨタ自動車）らのハイペースについていったが、その後は脱落。パリ五輪・男子マラソン派遣記録の「2時間05分50秒」には届かなかったが、自己記録を22秒更新する総合13位（日本男子4着）でフィニッシュ。ゴール後のインタビューでは「2025年世界陸上東京大会に向けて、日本代表入りのチャンスを掴みに行きたい」とコメントした。

## 人物・エピソード
横田のニックネームである「横卓球」（よこたっきゅう）の由来は、卓球選手のスマッシュのような右腕を高く振り上げる独特なランニングフォームにより、大学駅伝ファン達から称されている。監督の原晋も「その腕振りが推進力と成っているので、敢えて走行姿勢を変える指導はしていない」とコメントしていた。

## 自己記録
- 5000m - 13分46秒81（2022年9月、大学4年生時）
- 10000m - 28分24秒78（2022年11月、大学4年生時）
- ハーフマラソン - 1時間02分36秒（2022年1月、大学3年生時）
- マラソン - 2時間07分25秒（2024年3月）

## 主な戦績

### 大学駅伝成績
| 年度               | 出雲駅伝                                   | 全日本大学駅伝              | 箱根駅伝                         |
| ------------------ | ------------------------------------------ | --------------------------- | -------------------------------- |
| 1年生 （2019年度） | 第31回 出場無し                            | 第51回 出場無し             | 第96回 出場無し                  |
| 2年生 （2020年度） | 第32回 （開催中止）                        | 第52回 出場無し             | 第97回 出場無し                  |
| 3年生 （2021年度） | 第33回 6区-区間3位 30分13秒                | 第53回 出場無し             | 第98回 出場無し                  |
| 4年生 （2022年度） | 第34回 2区-区間4位 15分42秒 （区間新記録） | 第54回 4区-区間2位 33分44秒 | 第99回 3区-区間8位 1時間02分23秒 |

### マラソン全戦績
| 年月           | 大会                               | 順位 | 記録          | 備考                                               |
| -------------- | ---------------------------------- | ---- | ------------- | -------------------------------------------------- |
| 2022年02月06日 | 第70回記念別府大分毎日マラソン     | 16位 | 2時間12分41秒 | 初マラソン                                         |
| 2023年02月05日 | 第71回別府大分毎日マラソン         | 4位  | 2時間07分47秒 | 学生男子マラソン日本記録更新（当時）               |
| 2023年10月15日 | マラソングランドチャンピオンシップ | 30位 | 2時間14分04秒 | 2024年パリオリンピック・男子マラソン日本代表選考会 |
| 2024年03月03日 | 東京マラソン2024                   | 13位 | 2時間07分25秒 | 自己ベスト記録                                     |